# Hiro Mashima
Hiro Mashima (真島 ヒロ Mashima Hiro?), född den 3 maj 1977 i Nagano, Japan, är en japansk mangateckare, känd för att ha skapat mangorna Rave och Fairy Tail.